# 世博园站 (昆明市)
世博园站是一个位于中华人民共和国云南省昆明市盘龙区青云街道铂金大道与云龙巷交叉口地下，属于昆明地铁5号线的地铁车站，同時也是终点站，2022年6月29日启用。

## 车站结构
本站为地下二层双跨岛式车站。
| 地面层          | 出入口                  | 出入口                                 |
| 地下一层 站厅层 | 站厅                    | 票务服务、自动售票机、安检、进出站闸机 |
| 地下二层 站台层 |                         | █ 5号线落客月台                        |
| 地下二层 站台层 | 岛式站台，左侧開门      |                                        |
| 地下二层 站台层 | █ 5号线往宝丰（白龙寺） |                                        |

## 出入口
本站设有3个出口，其中A2出口未开通：
|                           | 编号           | 地点                                         | 建议前往的目的地 | 照片 |
| 出口 · A · 1 · 升降机标志 | 世博路         | 昆明世界园艺博览园、云南中烟工业有限责任公司 |                  |      |
| 出口 · A · 2              |                |                                              |                  |      |
| 出口 · B                  | 白龙路、东三环 | 世博车辆段、青云街道办事处、盘龙区人民医院   |                  |      |
| 註： 設有                 |                |                                              |                  |      |